# Lockenhaus
Lockenhaus, Léka en hongrois, est une municipalité autrichienne située à la frontière avec la Hongrie et appartenant au district (Bezirk) d’Oberpullendorf dans le Land de Burgenland.
Lockenhaus a été hongroise jusqu’au traité de Trianon (1920).
La population totale en 2016 est de 2 037 habitants.
La ville est connue pour son château et son festival de musique d’opéra, classique et lyrique.
En 2008, le château a accueilli le XVIIIe championnat du monde du jeu de société Diplomatie.

## Photos

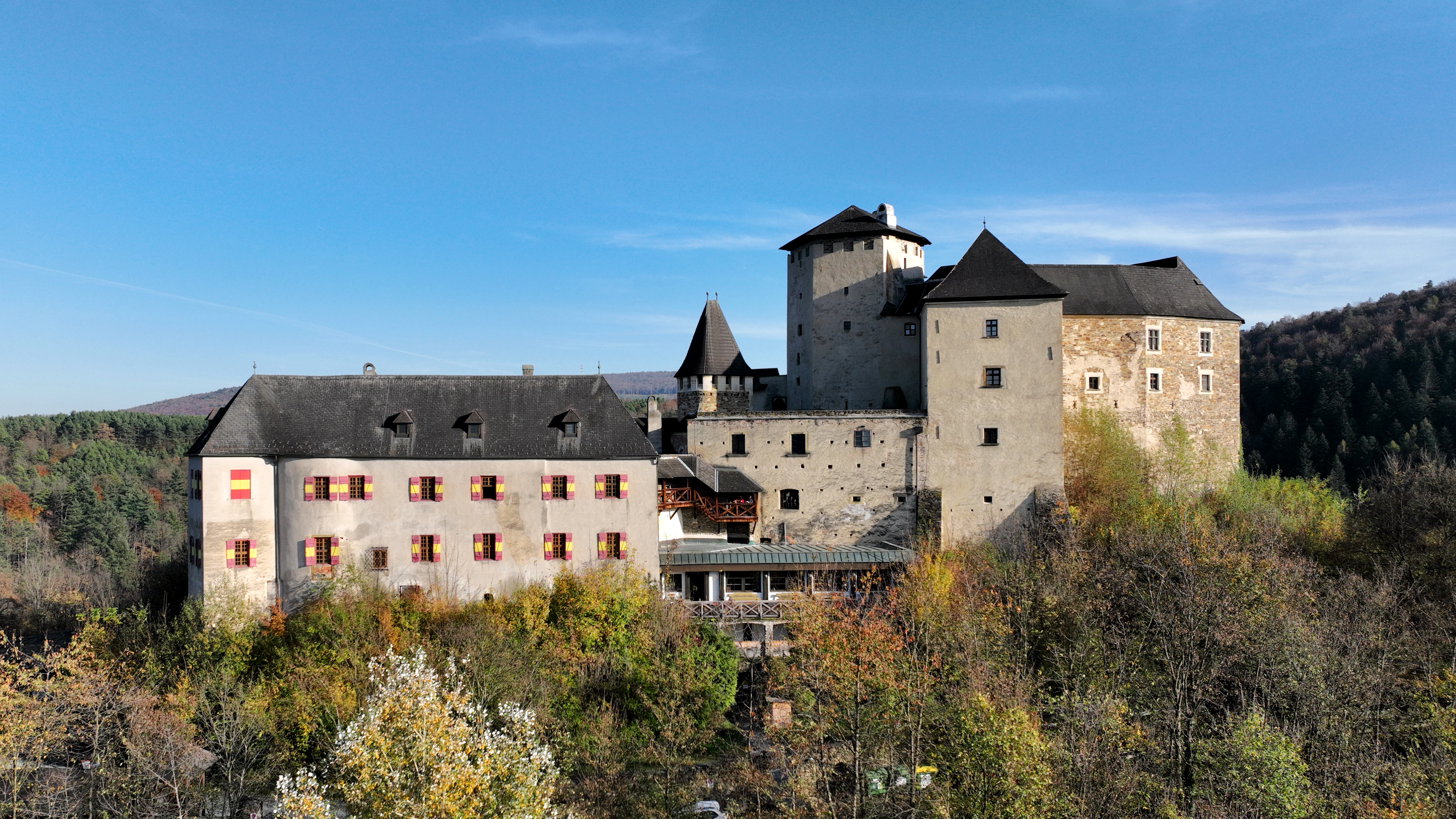
Château de Lockenhaus.
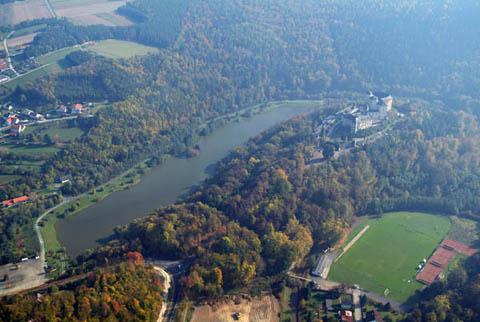
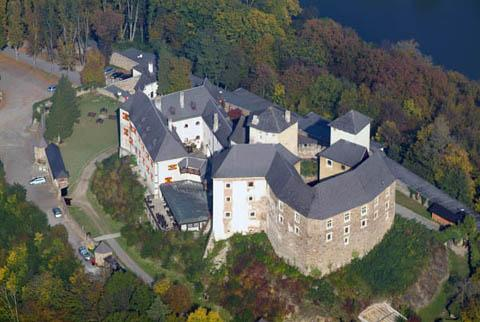